# Leptopus cordifolius
Leptopus cordifolius är en emblikaväxtart som beskrevs av Joseph Decaisne. Leptopus cordifolius ingår i släktet andrakner, och familjen emblikaväxter. Inga underarter finns listade i Catalogue of Life.